# Tommy Davidson
Pour les articles homonymes, voir Davidson.
Tommy Davidson est un acteur américain né le 10 novembre 1963 à Washington, District of Columbia (États-Unis).

## Filmographie

### comme acteur
- 1991 : Strictly Business : Bobby Johnson
- 1993 : CB4 : Weird Warren
- 1993 : Yuletide in the 'hood (TV) : Orlando (voix)
- 1994 : A Cool Like That Christmas (TV) : Orlando (voix)
- 1995 : Ace Ventura en Afrique (Ace Ventura: When Nature Calls) : The Tiny Warrior
- 1997 : Booty Call de Jeff Pollack : Rushon
- 1997 : Plump Fiction : Julius
- 1997 : Between Brothers (série TV) : Mitchell
- 1998 : Woo : Tim
- 1999 : Pros & Cons : Ben Carter
- 2000 : The Very Black Show (Bamboozled) : Womack / Sleep'n Eat
- 2000 : Le père Noël a disparu (Santa Who?) (TV) : Max
- 2001-2005 : Cool Attitude : Oscar Proud (voix originale)
- 2002 : Juwanna Mann : Puff Smokey Smoke
- 2002 : The Scream Team (TV) : Jumper
- 2004 : Funky Monkey : Harland
- 2005 : Cool attitude, le film (The Proud Family Movie) (TV) : Oscar Proud (voix)
- 2008 : Tout le monde déteste Chris (série TV) : Everybody Hates Chris : Eddie
- 2009 : Black Dynamite (film) : Cream Corn
- 2011-2015 : Black Dynamite : voix
- 2016: Sharknado: The 4th Awakens ( Sharknado 4): Aston Reynolds
- 2022 : Cool Attitude, encore plus cool : Oscar Proud (voix originale)